# Nambudiri

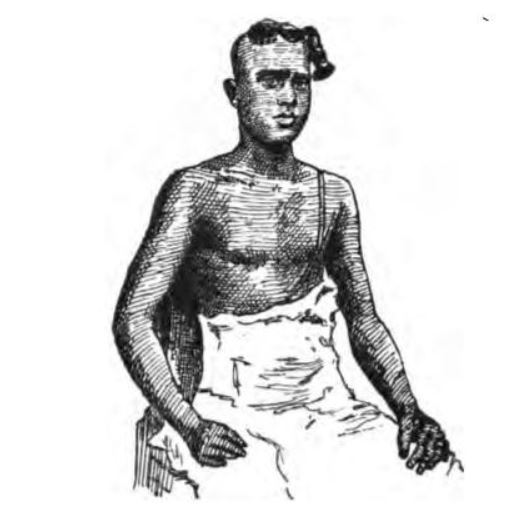
Esboço de 1883, representando um homem nambūdiri com o pūrvaśikhā tradicional

Os nambudiri, também transliterado nambūdiri, namboodiri, namboothiri e nampūtiri, são uma casta brâmanes malaialas, nativa do que hoje é o estado de Querala, na Índia.
Como a elite feudal tradicional, os nambudiri possuíam uma grande parte da terra na região de Malabar até as reformas agrárias de Querala a partir de 1957. Os nambudiri são conhecidos por suas práticas únicas, como a adesão ao ritualismo srauta e à tradição ortodoxa. Cyriac Pullapilly menciona que a influência dominante dos nambudiri era encontrada em todos os assuntos: religião, política, sociedade, economia e cultura de Querala.

## História

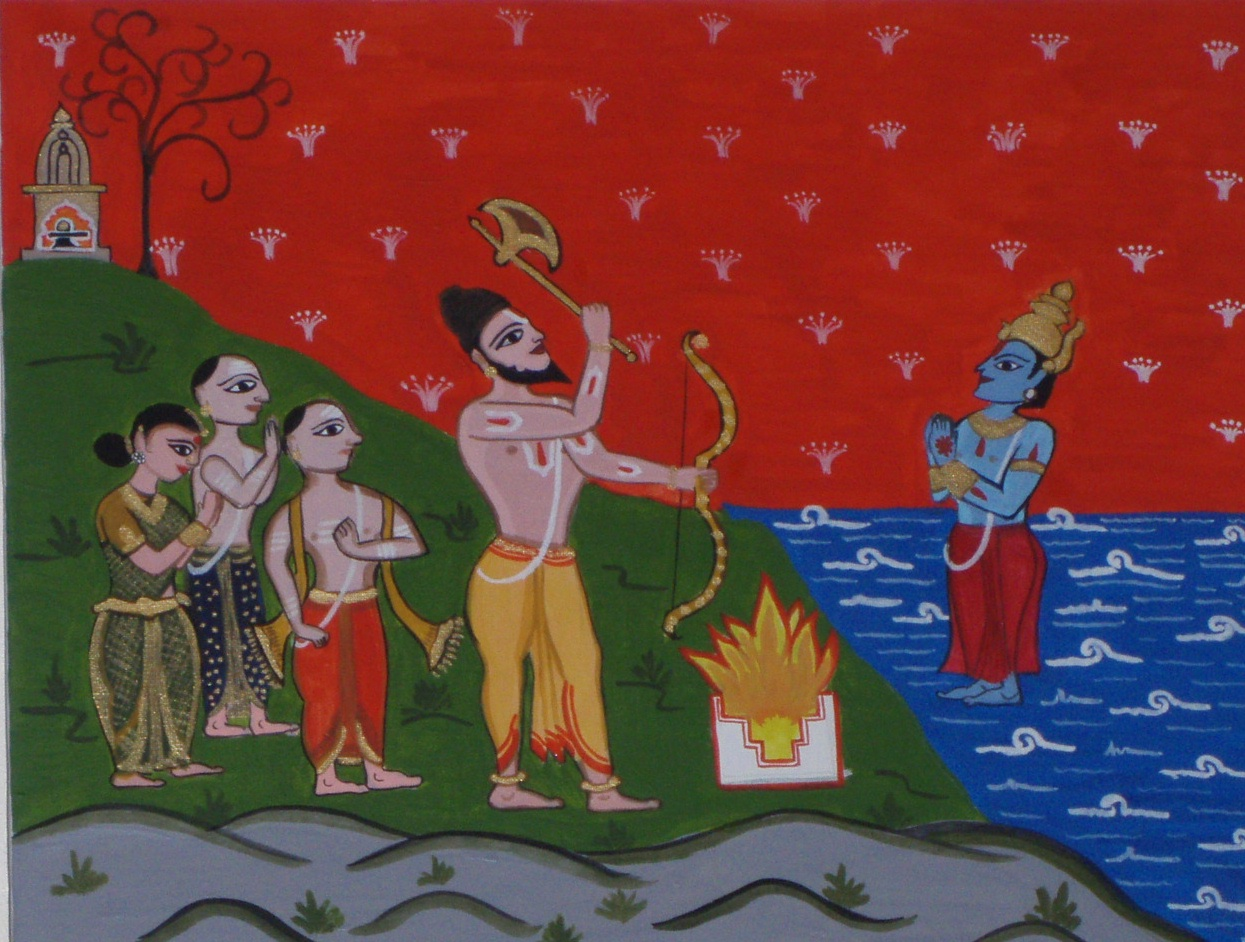
Os nambudiri associam sua imigração a Querala com a lendária criação da região por Paraxurama

### Origem
A mitologia nambudiri associa sua imigração a Querala das margens dos rios Narmada, Krishna e Kaveri com a lendária fundação de Querala por Paraxurama, um avatar de Vixnu. Segundo essa lenda, a região foi criada quando Paraxurama jogou seu machado no mar. Embora se saiba que a região atual de Querala já foi governada pela dinastia Chera, existem poucas informações sobre sua etnografia inicial. Os antropólogos Heike Moser e Paul Younger observam que a presença dos brâmanes nambudiri é anterior ao século XIX, como atestado pelas doações de terras que lhes são dadas pelas famílias governantes. Segundo a historiadora Romila Thapar, reis e chefes locais os encorajaram a se mudar para a região, oferecendo tais doações de terras com isenção de impostos em troca de oficiarem em ritos védicos que legitimavam o status dos doadores como governantes. Eles também ganharam terras e melhoraram sua influência sobre a vida socioeconômica da região, ajudando os governantes durante as guerras entre as dinastias Chola e Chera, quando as escolas védicas foram transformadas em academias militares.

### História antiga
Operando em suas casas illam, a propriedade dos nambudiri de terras agrícolas sob o sistema janmi aumentou ao longo de muitos séculos e, de acordo com Moser e Younger, eles "estabeleceram templos fundiários e ensinaram ao povo as regras da casta". Os nambudiri foram descritos como responsáveis pela influência sânscrita no malaiala, basicamente uma língua dravidiana, devido à mistura de sânscrito e língua tâmil dos brâmanes nambudiri.
A Querala medieval foi caracterizada como uma oligarquia dominada pelos nambudiri, que possuíam todos os templos e suas aldeias subsidiárias. Os nambudiri tiveram influência com a classe dominante através da prática do sambandam, onde os mais jovens costumavam ter relacionamentos com mulheres Kshatriya ou mulheres das seções superiores da casta naiar. Os filhos de tais uniões não eram considerados nambudiri, mas parte de suas linhagens matrilocais. Como resultado de tais uniões, muitos reis e chefes de governo em Querala seriam filhos de pais nambudiri. Esses arranjos permitiram aos nambudiri ganhar poder político, além do domínio religioso e cultural.
O domínio dos nambudiri sobre a terra foi mantido através da prática de estrita primogenitura e herança patrilinear. Apesar de seus membros mais jovens terem relações hipergâmicas com os naiares, cujas tradições de casta eram matrilineares, as famílias nambudiri permaneceram distantes da sociedade em geral. Embora o historiador E. K. Pillai tenha afirmado que os nambudiri dos anos 1100 impuseram a poliandria matrilinear nas comunidades anteriormente patrilineares da região, o sociólogo Randall Collins acredita que é improvável que essa mudança possa ser imposta e diz que "mais provavelmente foi o resultado de um processo de política de casamento espalhado pela emulação na situação descentralizada da competição por status". Alguns outros estudiosos acreditam que os costumes matrilineares são anteriores ao período e citam as rainhas da dinastia Pandiana como evidência disso.

### História moderna
A relutância dos nambudiri em se adaptar às mudanças na sociedade em geral persistiu até os primeiros anos do século XX, mas Susan Bayly acredita que seu declínio em importância pode ser atribuído ao período de 1729 a 1748, quando Marthanda Varma estabeleceu o Reino de Travancore e optou por usar os brâmanes deshasthas de Tâmil Nadu em seu serviço civil. Ela acredita que a decisão minou o relacionamento entre os brâmanes nambudiri e a realeza na região, embora outros tenham dito que a influência de Varma teve vida curta e que a principal causa de mudança foi a chegada de administradores coloniais britânicos, como Colin Macaulay e John Munro, do início do século XIX. Os britânicos incentivaram o trabalho de missionários cristãos, principalmente na provisão de educação, e começaram a introdução de um sistema judicial que teria um impacto significativo nas propriedades da terra, nos costumes de herança e nos arranjos de casamento dos nambudiri e naiares. A base tradicional da vida foi desafiada por essas e outras mudanças, afetando também os outros principais grupos étnicos da região, como os ezavas e os cristãos sírios.

## Costumes religiosos

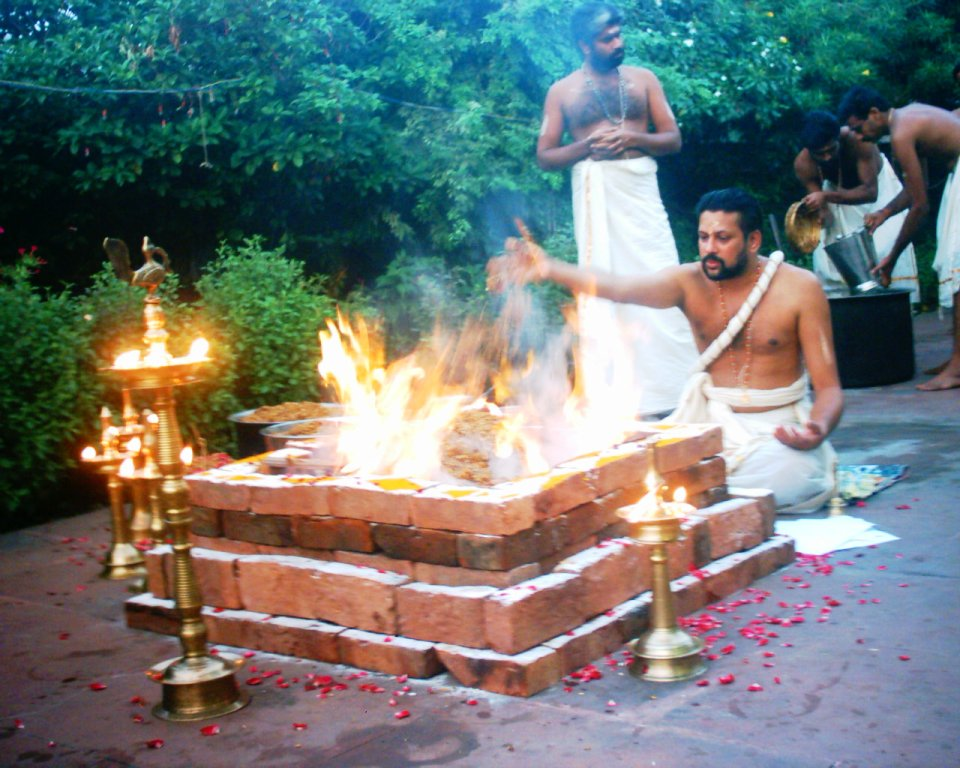
Brâmanes nambūdiri realizando ritos śrauta

### Aprendizagem védica
As seguintes recensões védicas são atestadas entre elas.
1. Rigveda, a recensão de Śākala, que é a única recensão existente do Rigveda em toda a Índia. Os nambudiri seguem os Āśvalāyana e Śāṅkhāyana Śrauta Sūtras. O último, chamado de tradição Kauṣītaki entre os nambudiri, é restrito a eles.
2. Yajurveda, Taittiriya Sakha com os sutras Srauta Baudhāyana, Vādhūla e Āgniveśya.
3. Samaveda na recensão Jaiminīya, que é encontrada em outros lugares apenas entre os brâmanes Śōḻiya.

### Agnicayana
O antigo ritual védico de Agnicayana (o altar de fogo), que abrange um período de 12 dias e que Frits Staal e Robert Gardner afirmam ser um dos mais antigos rituais conhecidos, foi mantido pelos brâmanes nambudiri até pelo menos 1975. Embora possa ter morrido amplamente em outros lugares da Índia e, portanto, ser sintomático da resistência da comunidade à mudança, David Knipe observa que ele ainda é realizado regularmente em Andra Pradexe e tem sido há séculos.

## Cultura doméstica

### Traje
Tradicionalmente, usavam um pano simples na cintura chamado thorthu (ou thortumundu), em ambientes domésticos. Quando eles tiveram que viajar, eles usavam dois conjuntos de tecidos, também conhecidos como vastram.[carece de fontes?]
Os nambudiri usavam seus tradicionais tufos de cabelo (kuṭumi ou śikhā) na frente, como os dikshitars de Tamil Nadu.

### Costumes de casamento
As famílias brâmanes nambudiri praticavam uma versão mais rigorosa da primogenitura do que as comunidades brâmanes em outros lugares da Índia. Sob esse costume, apenas o filho mais velho podia se casar com uma mulher nambudiri e, assim, produzir um herdeiro da propriedade da família. Os filhos mais novos estavam restritos aos relacionamentos sambandam com mulheres não brâmanes, que os nambudiri consideravam concubinas e cujos filhos não podiam herdar. Essa tradição limitou a extensão do casamento dentro de sua própria casta e levou à prática de hipergamia com a comunidade Nair. Kathleen Gough observa que:
Essas uniões hipergâmicas foram consideradas pelos brâmanes como concubinato socialmente aceitável, pois a união não foi iniciada com rituais védicos, as crianças não eram legitimadas como brâmanes e nem a mulher nem o filho tinham os direitos dos parentes. Pelas castas matrilineares, no entanto, as mesmas uniões eram consideradas casamento, pois cumpriam as condições do casamento Nayar comum e serviam para legitimar a criança como um membro aceitável de sua linhagem e casta matrilinear".
A disparidade no ranking de castas em um relacionamento entre um homem brâmane e uma mulher nair significava que a mulher era incapaz de viver com o(s) marido(s) na família brâmane e, portanto, permanecia em sua própria família. Os filhos resultantes de tais casamentos sempre se tornaram naires. K. M. Panikkar argumenta que é esse tipo de relacionamento que resulta no sistema matrilinear e matrilocal. Também se argumentou que a prática, juntamente com a seleção criteriosa do homem que amarrava o thali, fazia parte da cultura aspiracional de Nair, na qual buscavam melhorar seu status dentro da casta. Além disso, que:
... entre os Nayars de alto escalão (e Kshatriyas e Samantans), em oposição aos Nayars "comuns", não havia duas subdivisões admitidas com status igual. Assim, as relações estabelecidas pelo tali-rito [i.e.: the thalikettu kalyanam] e a união de sambandham sempre foram hipergâmicas.
Embora seja certo que, em teoria, a hipergamia possa causar escassez de mulheres casadas nos escalões mais baixos de uma casta e promover um movimento social ascendente das subdivisões inferiores de Nair, os números envolvidos seriam muito pequenos. Não era uma prática comum fora dos grupos de subcasta mais alta e os nambudiri haviam parado a prática principalmente na década de 1920.

### Koodiyattam
A forma de teatro em sânscrito conhecida como Koodiyattam, que é nativa de Querala, era tradicionalmente frequentada pelos nambudiri.[carece de fontes?]